# Salbertrand

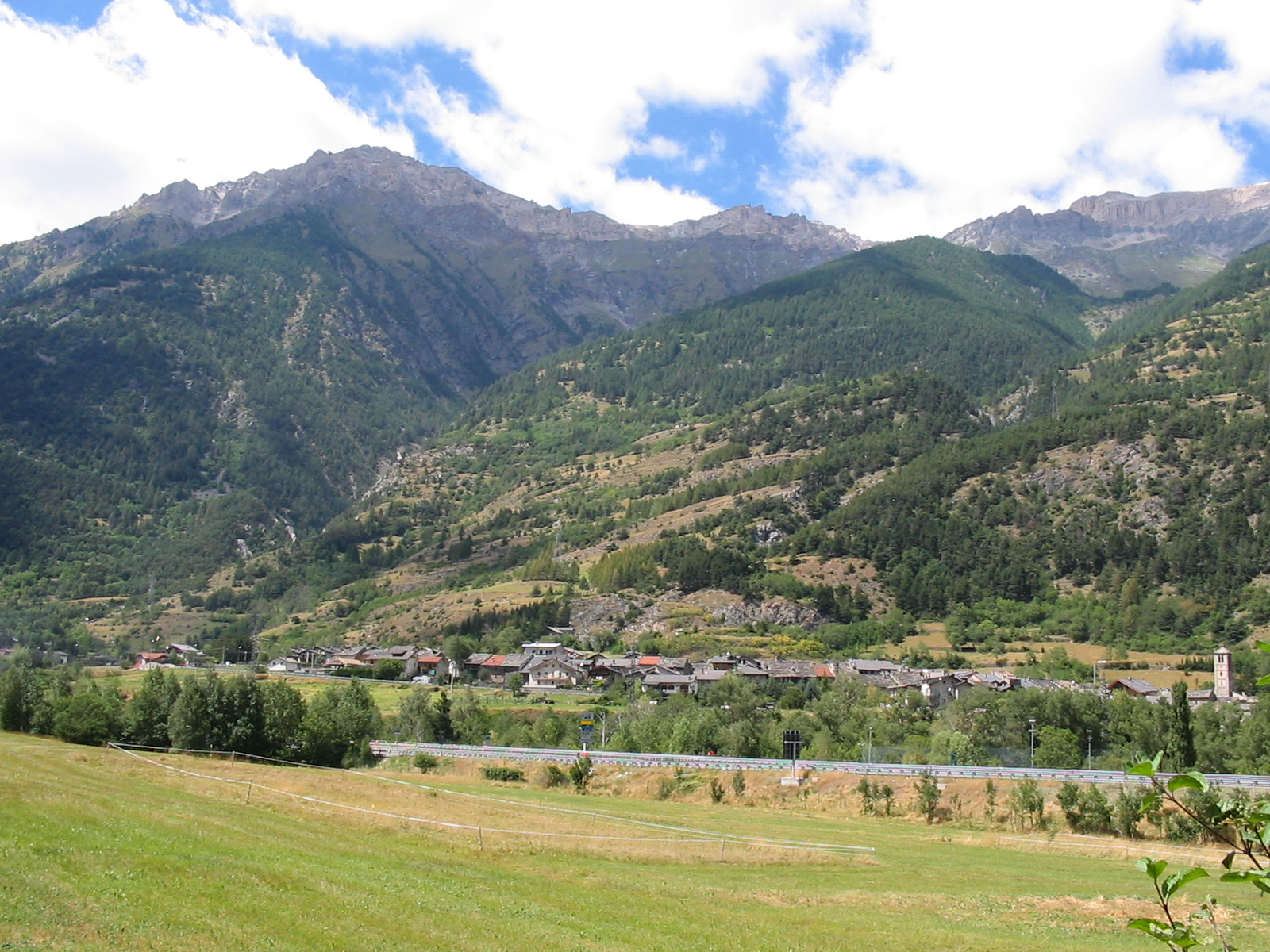

Salbertrand o Salabertano (en occitano, Salberträn; en italiano, Salabertano) es un municipio italiano, situado en la región del Piamonte. En el año 2007 tenía 522 habitantes. Está situado en el Valle de Susa, uno de los Valles Occitanos. Limita con los municipios de Exilles, Oulx y Pragelato.

## Administración
| Período | Nombre        | Partido      |
| ------- | ------------- | ------------ |
| 2004-   | Piero Biolati | Lista cívica |

## Evolución demográfica
| Gráfica de evolución demográfica de Salbertrand entre 1861 y 2001 |
|                                                                   |
| Fuente ISTAT - elaboración gráfica de Wikipedia                   |